# Волосово (Лихославльский район)
Волосово — деревня в Лихославльском районе Тверской области.

## География
Находится в центральной части Тверской области на расстоянии приблизительно 2 км на юг-юго-запад по прямой от районного центра города Лихославль.

## История
Деревня отмечалась как Волосова на карте 1825 года. В 1859 году здесь (деревня Новоторжского уезда) было учтено 7 дворов. До 2021 года входила в Вёскинское сельское поселение Лихославльского района до его упразднения.

## Население
Численность населения: 44 человека (1859 год), 3 (русские 100 %) в 2002 году, 1 в 2010.